# Никола Ракитин
Никола Ракитин е псевдоним на Никола Василев Панчев, български поет.

## Биография
Роден е на 6 юни 1885 г. в с. Лъжане, Орханийско. Завършва славянска филология в Софийския университет (1908). Участва в Първата световна война. Сестрта на Никола Ракитин, Рада е омъжена за поета Стамен Панчев, автор на стихотворението „Сине мой“.
Работи като учител в Плевен (1908 – 1933). Директор на Военно-историческия музей в Плевен (1933 – 1934). Несправедливо обвинен за изчезването на ценности от музея, Ракитин се самоубива на 2 май 1934 г., като се хвърля от влака при тунел 3 до гара Реброво на път от София за Плевен.
Самоубийството на Ракитин намира широк отзвук в печата, като за него е обвинявано ръководството на Военното министерство. С този случай се свързва и уволнението на военния министър Александър Кисьов няколко дни по-късно.

## Творчество
За първи път печата през 1906 г. в сп. „Демократически преглед“. Поезията на Ракитин е предимно пейзажна. Стихосбирката му „Размирни години“ е протест срещу войната и насилието над човека. Сътрудничи на списанията „Българска сбирка“, „Просвета“, „Съвременна мисъл“, „Листопад“, „Златорог“, „Българска мисъл“ и на вестник „Светлоструй“.
Негови първи творби са „Зима при Вит“ и „Пролет при Вит“.

### Съчинения
- „Под цъфналите вишни“ (1909)
- „Животът може би е сън“ (1911)
- „Беглец“ (1914)
- „Размирни години“ (1919)
- „Преди да съмне“ (1920)
- „Златни нишки“ (1922)
- „Родното село“ (1922)
- „В тишината на далечния град“ (1923)
- „Васил Левски“ (1923 – съавтор Ст. Георгиев)
- „Жената и морето“ (1923)
- „Мургаш“ (1923)
- „На една струна“
- „Освободеният Прометей“ (1923)
- „Лес“ (1924)
- „Дарове на Балкана“ (1932)
- „Капят листата“ (1933)
- „Русалска поляна“ (разкази, 1938) и др.

## Памет
На Никола Ракитин е наречена улица в София (Карта).